# Vasile Mihalachi
Vasile Mihalachi (n. 21 decembrie 1947, Vaslui, Vaslui, România – d. 21 noiembrie 2018, Vaslui, Vaslui, România) a fost un zootehnist român; a absolvit Facultatea de Zootehnie în 1974. Între anii 2000-2004 a fost ales deputat pe listele partidului PSD. Vasile Mihalache a fost membru în Comisia pentru Agricultură și industrie alimentară. 2004 - 2008 este vicepreședinte al Consiliul Județean Vaslui. Din 2008 este președintele Consiliul Județean Vaslui. Vasile Mihalache a demisionat din Camera Deputaților pe data de 30 iunie 2004 și a fost înlocuit de deputatul Grigore Marcu. În 2017, Vasile Mihalachi a fost condamnat la închisoare cu suspendare pentru abuz în serviciu.